# Pragelpass
Il passo del Pragel è un passo di montagna tra il canton Svitto e il Canton Glarona in Svizzera. Collega la località di Muotathal con quella di Riedern. Scollina a un'altitudine di 1 548 m s.l.m..
Dal punto di vista orografico il passo separa le Alpi Glaronesi dalla Prealpi Svizzere.
Il passo è chiuso nella stagione invernale. In estate la parte glaronese della strada è vietata al traffico con veicoli motorizzati il sabato e la domenica, è quindi molto frequentato dai ciclisti che l'apprezzano oltre che per il percorso impegnativo anche per il panorama: la strada costeggia il lago di Klöntal.